# سیارک ۲۲۵۲۳۲
سیارک ۲۲۵۲۳۲ (به انگلیسی: 225232 Kircheva، نامگذاری:2009OD2)۲۲۵۲۳۲مین سیارک کشف شده‌است که در ۲۱ ژوئیه ۲۰۰۹ کشف شد.